# Bornia sebetia
Bornia sebetia is een tweekleppigensoort uit de familie van de Kelliidae. De wetenschappelijke naam van de soort werd in 1829 voor het eerst geldig gepubliceerd door Oronzio Gabriele Costa.